# Museu Provincial d'Antiguitats de Barcelona
El Museu Provincial d'Antiguitats fou el primer museu creat per iniciativa estatal a la ciutat de Barcelona. Va ser inaugurat el 15 de març de 1880 i s'ubicava a la capella de Santa Àgata, on s'hi va mantenir fins al 1932, quan va ser traspassat a la Junta de Museus. Aleshores els seus fons van ser distribuïts, principalment, entre el Museu d'Arqueologia de Catalunya i el Museu d'Art. Les primeres obres que van compondre el fons artístic provenien del procés de desamortització dels béns eclesiàstics. Hi confluíren també els fons del museu reunit per l'Acadèmia de Bones Lletres. El seu director fou Antoni Elias i de Molins.